# Гірсько-піхотна дивізія
Гірсько-піхо́тна дивізія (гпд) — загальновійськове тактичне з'єднання сухопутних військ у складі Збройних сил деяких країн періоду 20-50-х рр., що призначалася для ведення бойових дій у горах. Від звичайних піхотних (стрілецьких) дивізій гірсько-піхо́тна відрізнялася особливою організацією частин і підрозділів; спеціальним (розбірним) важким піхотним (кулемети, ротні міномети) і артилерійським озброєнням, пристосованим для перевезення (перенесення) на в'юках; наявністю гірського спорядження (взуття, альпенштоки та інше); специфікою бойової підготовки особового складу.
Наприклад, гірсько-стрілецька дивізія Червоної армії складалася з 3-4 гірсько-піхотних полків, 1-2 артилерійських полків, окремого зенітного артилерійського дивізіону, окремої батареї (дивізіону) протитанкових гармат, окремого кавалерійського ескадрону і підрозділів спеціальних військ. В артилерійському полку гірсько-стрілецької дивізії було 3 однотипних дивізіону по 3 батареї в кожному (батарея 76-мм гірських гармат і 2 батареї 107-мм гірсько-в'ючних мінометів). У деяких артилерійських полках в одному з дивізіонів замість 107-мм мінометів були 122-мм гаубиці. За часів радянсько-німецької війни гірсько-стрілецькі дивізії брали участь у боях на Кавказі та в Карпатах, де вони використовувалися на найважкодоступніших напрямках. У післявоєнний період з військами, що дислокуються в гірських районах, проводиться спеціальна гірська підготовка.

## Галерея
Емблеми гірсько-піхотних дивізій деяких країн світу

10-та гірсько-піхотна дивізія (США)
6-та гірсько-піхотна дивізія (Третій Рейх)
7-ма добровольча гірська дивізія СС «Принц Ойген»
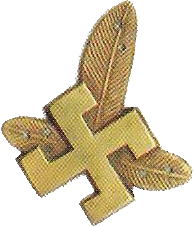
21-ша гірсько-піхотна дивізія (Польща)
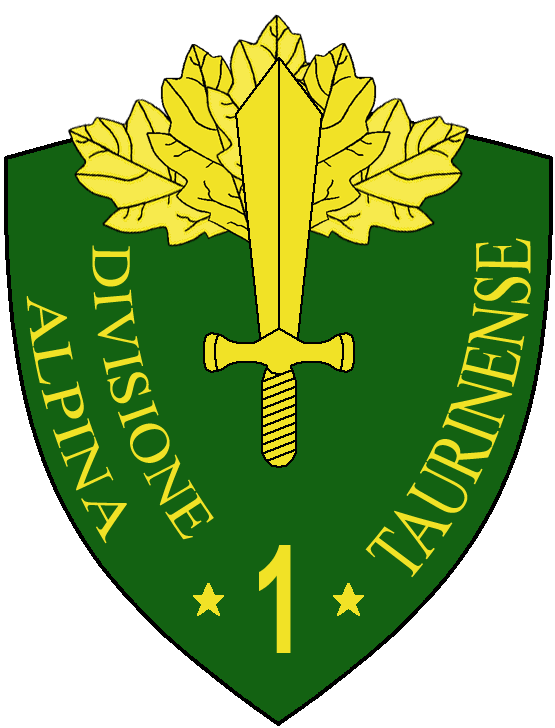
1-ша альпійська дивізія «Тауріненсе» (Італія)